# 堀高明
堀 高明（ほり たかあき、1949年1月19日 - ）は、日本の実業家。株式会社スターフライヤー創業者・初代代表取締役社長。

## 人物・来歴
長崎県出身。1973年日本大学理工学部機械工学科航空専修コース卒業、東亜国内航空入社。1985年東亜国内航空空港部課長補佐。1989年日本エアシステム経営企画室課長補佐。1990年日本エアシステム経営企画室主事。1991年日本エアシステム運航本部乗員基準部乗員基準グループ チーフマネージャー。1992年栄和産業営業統括部長。1993年ヒロセ開発営業本部部長兼エグゼクティブ・エアサービス業務部長。1995年エグゼクティブ・エアサービス取締役。1996年エグゼクティブ・エアサービス代表取締役社長。1996年エクセル航空代表取締役社長。2002年エクセル航空顧問。同年神戸航空株式会社（後のスターフライヤー）創業、同社代表取締役社長。